# HD 101930
HD 101930 — звезда восьмой звёздной величины в созвездии Центавра. Это оранжевый карлик (спектральный класс K2 V), уступающий размерами и температурой нашему Солнцу.
В 2005 году у звезды была обнаружена экзопланета.

## Планета
HD 101930 b — экзопланета на орбите оранжевого карлика HD 101930. Масса составляет примерно треть массы Юпитера и ближе по этому параметру к Сатурну. HD 101930 b — типичный газовый гигант. Его орбита расположена к звезде ближе, чем орбита Меркурия относительно Солнца, а также обладает значительным эксцентриситетом.